# PDS 110
PDS 110 è una giovane stella di undicesima magnitudine situata a circa 335 parsec (1 090 al) di distanza nella costellazione di Orione. Nel 2017, si è scoperto che intorno alla stella orbita un esopianeta o una nana bruna circondato/a da un disco di polvere.

## Caratteristiche
PDS 110 è una giovane stella che ancora deve entrare nella sequenza principale . È stata classificata come stella T Tauri, o come stella pre-sequenza principale. Le linee di emissione indicative di una classificazione T Tauri sono più deboli di una tipica stella T Tauri, da ciò è stato dedotto che l'astro è in uno stadio post-T Tauri.

### Disco di polvere attorno all'oggetto secondario
Le misurazioni della curva di luce effettuate da SuperWASP e KELT hanno mostrato due simili riduzioni di luminosità a novembre 2008 e gennaio 2011, entrambe con una diminuzione della luminosità massima del 30% e una durata di 25 giorni. Questi eventi sono stati interpretati come transiti di una struttura con un periodo di 808 ± 2 giorni, corrispondente a una distanza orbitale di circa 2 au. La notevole riduzione della luminosità potrebbe essere avvenuta a causa di un pianeta o di una nana bruna provvista di un disco di polvere circumsecondario con un raggio di 0,3 au attorno a un oggetto centrale con una massa compresa tra 1,8 e 70 volte la massa di Giove. Un altro transito era previsto per settembre 2017, ma non è stato visto nulla di simile agli eventi precedenti, escludendo un evento periodico.